# Zádušní chrám

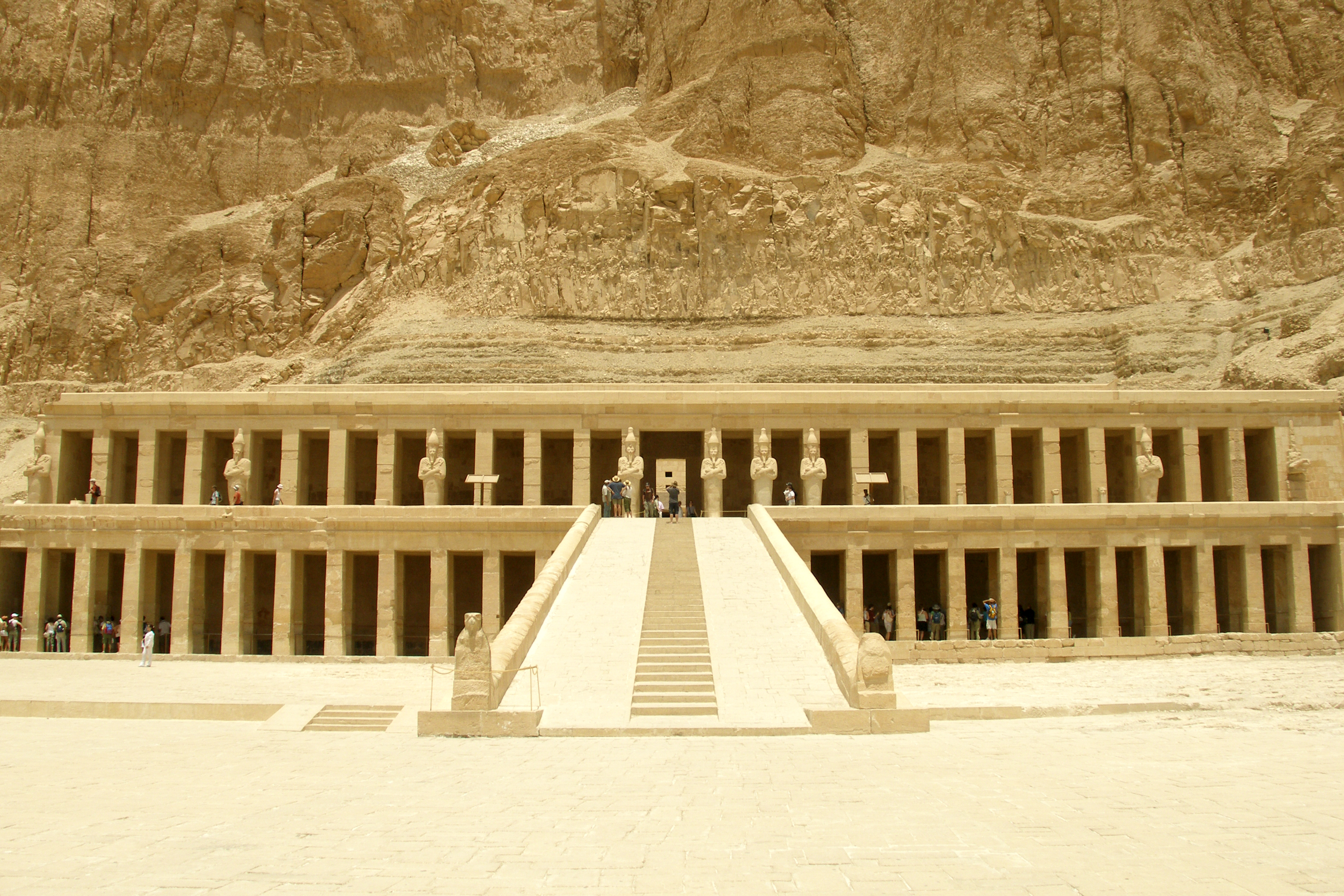
Hatšepsutin zádušní chrám

Zádušní chrám je zvláštní typ chrámů, které byly budovány ve starověkém Egyptě v těsné blízkosti královských hrobek. Tyto stavby měly připomínat vládu faraona, který je nechal vystavět, a sloužit jeho posmrtnému kultu. Poprvé byly stavěny ve Staré říši poblíž pyramid. Tato tradice přetrvala až do Střední říše. Jakmile si však faraoni Nové říše začali místo pyramid stavět skalní hrobky v Údolí králů, ujal se zvyk budovat zádušní chrámy od hrobek odděleně. Zádušní chrámy byly využívány rovněž během slavností Krásného údolí jako místo odpočinku pro Amonovu bárku.